# Список эпизодов телесериала «Чаки»
Список эпизодов американского телесериала «Чаки».

## Обзор сезонов
| Сезон       | Сезон | Эпизоды | Эпизоды        | Оригинальная дата выхода | Оригинальная дата выхода |
| Сезон       | Сезон | Эпизоды | Эпизоды        | Премьера сезона          | Финал сезона             |
| ----------- | ----- | ------- | -------------- | ------------------------ | ------------------------ |
|             | 1     | 8       | 8              | 12 октября 2021          | 30 ноября 2021           |
|             | 2     | 8       | 8              | 5 октября 2022           | 23 ноября 2022           |
|             | 3     | 8       | 4 (Часть 1)    | 4 октября 2023           | 25 октября 2023          |
| 4 (Часть 2) | 3     | 8       | 10 апреля 2024 | 1 мая 2024               |                          |

## Список эпизодов

### Сезон 1 (2021)
| № в сериале | № в сезоне | Название                                                                     | Режиссёр      | Автор сценария                        | Дата премьеры   |
| --- | ---------- | ---------------------------------------------------------------------------- | ------------- | ------------------------------------- | --------------- |
| 1 | 1          | «Смерть в результате несчастного случая» «Death By Misadventure»             | Дон Манчини   | Дон Манчини                           | 12 октября 2021 |
| парень-подросток по имени Джейк покупает на уличной распродаже куклу "Хорошего парня", бывшую в моде в 80-х годах прошлого века. Отец Джейка, вдовец ищущий утешение в алкоголе, не разделяет увлечения сына и уничтожает одну из его работ. Джейк, узнав, что "Хорошего парня" раритетная кукла, решает дорого её продать. Вскоре по его объявлению звонит незнакомец и задает ряд странных вопросов, такие как: имя куклы Чаки и есть ли у него батарейки. Джейк, знакомый с байками о кукле, одержимой духом маньяка Чарльза Ли Рея, сначала не придает странному звонку значения, но вскоре начинают происходить странности: Оставленный на хранении в школе Чаки оказывается у Джейка дома, после того как Джейк обнаружил, что Чаки функционирует без батареек и испугавшись, что это та самая кукла, выбросил его на помойку, Чаки появляется на школьном спектакле где вынуждает Джейка изображать сеанс чревовещания, а сам при этом разбрасывается грязными шутками, большей частью которых проходится по высокомерной дочери мэра города Лекси. Вечером Джейк ссорится с отцом, а позже Чаки убивает мужчину. |            |                                                                              |               |                                       |                 |
| 2 | 2          | «Дай мне поесть чего-нибудь вкусненького» «Give Me Something Good To Eat»    | Дэрмотт Доунс | Харли Пэйтон и Дон Манчини            | 19 октября 2021 |
| После убийства отца Джейк живет в семья своих дяди, тети и кузена Джуниора - бойфренда Лекси. Джейк сближается с одноклассником Девоном, сыном инспектора полиции, а Чаки тем временем снова проявляет себя. Его жертвой становится домработница. В городе начинается Хеллоуин, Джейк и Джуниор идут на вечеринку к другому однокласснику Оливеру. Туда же отправляется и Чаки. На вечеринке Джейк уединяется с Девоном, а вскоре туда приходит Лекси в образе отца Джейка и начинает изображать его смерть, чем сильно задевает юношу. Он покидает вечеринку, но на выходе его останавливает Чаки и предлагает убить обидчицу. |            |                                                                              |               |                                       |                 |
| 3 | 3          | «Я люблю обниматься» «I Like To Be Hugged»                                   | Дэрмотт Доунс | Ник Зиглер и Сара Акоста              | 26 октября 2021 |
| Джейк не смог убить Лекси, за что Чаки дает ему отповедь. Сама Лекси, после того как Джуниор объяснил ей низость её поступка на Хеллоуине, а также по просьбе младшей сестры Кэролайн, приходит к Джейку, чтобы извиниться и попросить одолжить Чаки - он очень понравился Кэролайн, после того как провел с ней время. Джейк отдает куклу. Тем временем директор школы и классный руководитель Джейка и Лекси приглашают их родственников и говорят им о недопустимости поступков, подобных сделанному Лекси. Пока родители на собрании, Лекси устраивает дома вечеринку, где танцует то с Оливером, то с Джуниором, вызывая у обоих юношей ревность. Мама Девона пытается установить связь последних двух смертей в городе с Джейком. Чаки, сбежав от уснувшей Кэролайн, пытается убить Лекси, сначала он по ошибке убивает Оливера, а затем нападает на Лекси, одновременно вызвав в доме пожар. В далеком прошлом маленький Чарльз Ли Рей видит, как проникший в дом маньяк убивает его отца. Мать пытается спрятаться с Чарльзом в шкафу, где Чарльз убивает её. Маньяк находит его и увидев, что тот сделал, щадит мальчика и уходит. |            |                                                                              |               |                                       |                 |
| 4 | 4          | «Просто отпусти» «Just Let Go»                                               | Лэсли Либман  | Мэллори Уэстфолл и Ким Гарлэнд        | 2 ноября 2021   |
| После устроенного Чаки пожара гости Лекси попадают в больницу, Кэролайн лежит в реанимации. Инспектор Эванс узнает, что Оливер погиб не от пожара а от ножа. Лекси рассказывает пришедшему навестить Девона Джейку, что Чаки пытался убить её и сжег её дом. Джейк признает, допустил злодеяние из-за обиды на неё, из-за чего подростки ссорятся, но потом решают пойти в дом Лекси, чтобы убедиться, что Чаки сгорел. В сгоревшем доме Лекси чуть не падает с балюстрады, но Джейк спасает её. Пострадавший в огне Чаки недоволен его поведением, но тут в дом приходит напарник инспектора Эванс, который забирает подростков и куклу и отвозит их в больницу. Там Джейка забирает для допроса инспектор, а куклу полицейский относит в палату к Кэролайн. Чаки, воспользовавшись тем, что полицейский отвлекся на принесенные Кэролайн сладости, убивает его и отключает Кэролайн от аппарата вентиляции легких. Девон тем временем изучает биографию Чарльза Ли Рея на моменте, где он жил в приюте, где познакомился с мальчиком по имени Эдди Капуто. |            |                                                                              |               |                                       |                 |
| 5 | 5          | «Малюсенькая ложь» «Little Little Lies»                                      | Лэсли Либман  | Харли Пэйтон и Рэйчел Парадис         | 9 ноября 2021   |
| В 80-х годах XX века Чарльз Ли Рей в ночном клубе познакомился с девушкой по имени Тиффани, которую впечатлило то, как маньяк у неё на глазах зарезал другую девушку. Джейк, Девон и Лекси ищут выброшенного в мусор Чаки, который таинственным образом оказывается у Кэролайн, которой отец купил новую куклу. Чаки выбрасывают снова на помойку, ДЖейк, Девон и Лекси находят его и ломают окончательно, после чего уверенные, что с адской куклой покончено расходятся. Тем временем в городском отеле Тиффани и Чаки в теле Ники Пирс захватили в плен двух мужчин, одного из которых тут же убили. Ника, ненадолго обретя свою личность, безуспешно пытается спасти второго, но Чаки снова овладевает ею и убивает пленного. Мать Лекси, пользуясь своим положением мэра, устраивает в школе городское собрание, чтобы собрать с горожан деньги на ремонт своего дома. После её неудачного выступления к горожанам обращается инспектор Эванс. Когда она предоставляет слово директору школы, на сцену вылетает её отрезанная голова, а Чаки в новой кукле Кэролайн поднимает занавес, демонстрируя людям обезглавленное тело директора. |            |                                                                              |               |                                       |                 |
| 6 | 6          | «Мыс краха» «Cape Queer»                                                     | Самир Рэхэм   | Ник Зиглер и Сара Акоста              | 16 ноября 2021  |
| Энди Барклай - а это он звонил Джейку с предупреждением о Чаки - путешествует по стране вместе с Кайл в поисках кукол Чаки, чтобы уничтожить их. Хотя их деятельность шокирует владельцев кукол, но Энди и Кайл успокаивают себя тем, что спасли их жизни. В это время инспектор Эванс к удивлению учеников арестовывает классного руководителя Фэйрчалд, обвинив в убийствах, совершенных Чаки. Джейк, вспомнив о звонке незнакомца, с Девоном звонят Энди. Тот предупреждает, чего следует опасаться и обещает приехать к ним на помощь. Бри - тетя Джейка признается своей семье, что неизлечимо больна, позже она посещает психолога. Увязавшийся за ней Чаки безжалостно убивает женщину на глазах Джуниора. Тиффани покупает старый дом родителей Чаки и перевозит туда снова ставшую собой Нику, неудачно выдававшую себя за Чаки. Джейк, Девон и Лекси собираются в доме Девона и готовят кукле ловушку, однако та не срабатывает, Чаки ранит Джейка и убивает мать Девона - инспектора Эванс. |            |                                                                              |               |                                       |                 |
| 7 | 7          | «Чем больше скорби, тем больше потерь» «Twice The Grieving, Double The Loss» | Самир Рэхэм   | Мэллори Уэстфолл и Изабэлла Гутьеррэс | 23 ноября 2021  |
| На похоронах Бри появляется Тиффани, которая целует Логана, вызвав недоумение у Джуниора. Девон после смерти матери признается Джейку, что не может больше бороться. Так как Джуниор обвинил его во всех смертях последних дней, а Девон уедет жить к тете, Джейк тоже решает покинуть городок. Энди на всякий случай оставляет Кайл на заправке и едет дальше один. Девон, ковыряясь в своем компьютере, вдруг понимает, что их городок родной город Чарльза Ли Рея, а значит Чаки скорее всего прячется в доме, где когда-то жил. На автовокзале Джейк встречает курьера, несущего очередную куклу "Хорошего парня". Выкупив её, он спешит к Лекси. Тем временем Чаки раскрыл себя перед Джуниором и заставил его убить своего отца. Вскоре туда приезжает Энди, но не найдя Джейка и не обнаружив ничего подозрительного, уходит. Девон проникает в дом Ли Рея, где находит Нику, но та одержима Чаки и берет Девона в плен. В подвале связанный мальчик обнаруживает несколько десятков кукол "Хорошего парня" |            |                                                                              |               |                                       |                 |
| 8 | 8          | «Роман для расчленения» «An Affair To Dismember»                             | Джефф Ренфроу | Дон Манчини и Харли Пэйтон            | 30 ноября 2021  |
| В плане Чаки распространить по стране несколько десятков "Хорошего парня" с частичкой своей души, чтобы те устроили переполох. Тиффани под видом Дженнифер Тилли договорилась с мэром Кросс, что устроит благотворительную распродажу на показе старого фильма "Франкенштейн". Между Тиффани, Чаки-куклой и Чаки в теле Ники вспыхивает очередная ссора, в ходе которой становится известно, что именно Тиффани в конце 80-х в очередной раз поругавшись с Чаки, выдала его полиции. Лишив сознания Чаки-Нику, Тиффани, Чаки и примкнувший к ним Джуниор покидают дом, оставив там связанного Девона и бомбу. Тем временем кукла, которую принес Джейк, оживает и пытается убить Джейка и Лекси, но их спасает Кайл. Узнав, где может скрываться Чаки, Кайл усыпляет подростков и спешит на помощь Девону, которого спасает Энди, но сам он покинуть дом Чаки не успевает, так как Кайл по неведению приводит бомбу в действие. В это время Чаки устраивает резню на киносеансе, убив помимо прочих отца Лекси. Другой Чаки с помощью Джуниора пытается заманить Лекси в ловушку, но одумавшийся Джуниор убивает куклу, погибнув при этом сам. Джейк находит в кинозале убивавшего зрителей Чаки и после жестокой схватки убивает и его. Тиффани отправляет в аэропорт грузовик с "Хорошим парнем", но Энди перехватывает его, но самого Энди пытается остановить кукла Тиффани. В конце серии Чаки подводит итог первого сезона. |            |                                                                              |               |                                       |                 |

### Сезон 2 (2022)
| № в сериале | № в сезоне | Название                                                       | Режиссёр      | Автор сценария                               | Дата премьеры   |
| --- | ---------- | -------------------------------------------------------------- | ------------- | -------------------------------------------- | --------------- |
| 9 | 1          | «Хэллоуин 2» «Halloween II»                                    | Джефф Ренфроу | Дон Манчини                                  | 5 октября 2022  |
| Несмотря на попытки куклы Тиффани и нескольких выбравшихся из коробок Чаки помешать Энди, тот все же сбрасывает фургон с куклами со скалы. Прошло полгода, Джейк живет в приемной семье в другом городе, Лекси стала наркоманкой, её мать вынуждена оставить пост мэра. Резню в кинотеатре и другие убийства свалили на погибшего Джуниора. Но адская кукла не желает сдаваться. Джейку и Девону в Хэллоуин звонит Чаки и через видеозвонок, показывает, как Кэролайн впускает его в дом под видом ряженного. Джейк срочно возвращается в родной город, после чего они с Девоном спешат на выручку Лекси. Чаки захватывает младшего приемного брата Джейка Гарри и используя самодельную бомбу захватывает всех пятерых детей. Хотя Чаки удается нейтрализовать, Гарри, уверенный, что это игра, хватает бомбу и убегает с ней. Чаки догоняет его и активирует бомбу, отчего оба погибают. За это Джейка, Девона и Лекси отправляют в школу для малолетних правонарушителей, расположенную в бывшем приюте, где когда-то жил Чарльз Ли Рей. Туда же привозят коробку с очередным Чаки. |            |                                                                |               |                                              |                 |
| 10 | 2          | «С грешниками гораздо веселее» «The Sinners Are Much More Fun» | Самир Рехем   | Мэллори Уэстфолли и Дон Манчини              | 12 октября 2022 |
| Тиффани под именем Дженнифер Тили живет в поместье актрисы вместе с Никой, которую она четвертовала, чтобы проснувшийся в ней Чаки не смог отомстить. Чаки, оказавшийся в школе устраивает переполох. Сначала он пугает до смерти пожилую монахиню, затем фотографирует Джейка, запертого священником Брайсом в кабинете, где умерла монахиня, в наказание за нарушение дисциплины, затем Лекси, когда та нюхала толченные таблетки. При этом нанести физического урона этот Чаки не пытается. Джейк и Девон ловят игрушечного негодяя, после чего позвав Нику и ставшую случайной свидетельницей её соседку-клептоманку Надин допрашивают его об уцелевших при аварии куклах и их планах. Ника входит в контакт с Чаки внутри себя. Тот недоволен поступком Тиффани и готов объединиться с Никой, чтобы наказать подругу. В это время к Тиффани приходит полицейский, разыскивающий Нику после событий с психиатрической лечебнице и Тиффани убивает его. Едва она успевает скрыть следы убийства, как в её доме появляются их с Чаки дети - Глен и Гленда. |            |                                                                |               |                                              |                 |
| 11 | 3          | «Возрадуйся, Мария!» «Hail Mary!»                              | Самир Рехем   | Ник Зиглер и Рэйчел Паради                   | 19 октября 2022 |
| Не добившись от пленного Чаки информации пытками, Джейк и Девон обрушивают на куклу психологический удар, заставляя того без устали смотреть видео с насилием и слушать громкую музыку. В итоге у куклы случается сбой и она начинает испытывать отвращение к насилию. Но при этом забывает о своей сущности и кто и зачем его послал. Джейк все же доволен, но Девон не доверяет кукле. Пытаясь убедить друга, что они смогли изгнать зло из куклы, Джейк целует его, чему свидетелем становится Брайс. В это время в школу привозят очередного Чаки, прокачанного. Тот тут же начинает злодействовать и убивает священника Омели. Разыскивая наркосодержащие лекарства, Лекси встречает бывшего одноклассника Тревора, который был отправлен сюда решением её матери за хулиганство. Тот решает воспользоваться её слабостью и домогается её. Получив отказ, Тревор пытается её подставить и перед проверкой комнат, подбрасывает ей запрещенные таблетки, но в этот момент его убивает прокачанный Чаки. Засланная кукла сидит в кабинете Брайса, привыкая к своему новому имени, услышанному от Лекси - Джуниор, когда туда приходит прокачанный Чаки. |            |                                                                |               |                                              |                 |
| 12 | 4          | «Отрицая смерть» «Death On Denial»                             | Дон Манчини   | Алекс Делайл и Ким Гарланд                   | 26 октября 2022 |
| Тиффани устраивает вечеринку для Глена и Гленды, пригласив на неё актеров Джину Гершон, Джо Пантолиано и сестру Дженнифер Тилли Мег. Во время праздника происходит убийство и Тиффани, опасаясь раскрытия, объявляет все происходящее запланированным квестом. Оказывается за три месяца до того в свой предыдущий визит Глен и Гленда нашли томящуюся в плену Нику и также узнали, что в ней скрывается Чаки. Пока Тиффани морочит голову гостям, близнецы, снабдив Нику протезами рук, помогают ей сбежать. Тиффани, поняв что случилось, бежит ловить беглянку, но та успевает выехать за ворота, где её и Гленду подбирает на машине уцелевшая после взрыва Кайл. |            |                                                                |               |                                              |                 |
| 13 | 5          | «Кукла на куклу» «Doll On Doll»                                | Лесли Либман  | Мэллори Уэстфолл и Изабелла Гутьеррес        | 2 ноября 2022   |
| Хороший Чаки вступает в схватку с прокачанным Чаки, которого в итоге пригвождает к стене ножами. Прорвавшийся в кабинет Брайса Джейк снова ссорится с Девоном и забрав хорошего Чаки уходит. Оставшегося рядом с прибитым к стене прокачанным Чаки Девона застает Брайс, который сделав свои выводы, отправляет мальчика убираться в церкви. По указанию Брайса сестра Рут выбрасывает прокачанного Чаки на помойку, но тот оживает, отчего монашка принимает его за воплощенного господа. Тиффани убивает Мег Тилли, которая разоблачила её, а также нашла куклу Тиффани, в которой томилась настоящая Дженнифер Тилли, после чего вместе с Гленом, куклой Дженнифер и куклой уезжает на поиски Ники, предварительно уничтожив свой дом огнем. Гленом Девон с Лекси изучают телефон Чаки и обнаруживают помимо прочих фотографий изображения фрагментов кукол. Придя к выводу, что где-то недалеко от школы скрывается тот, кто посылает кукол, подростки сбегают и пройдя через лес находят избушку, где видят, что из всех Чаки остался один - лысый. Здесь же находится психолог Мекстер, которая определила Джейка, Девона и Лекси в исправительную школу. Здесь же находится уцелевший после аварии Энди, которого пытает лысый Чаки. |            |                                                                |               |                                              |                 |
| 14 | 6          | «Воистину воскрес» «He Is Risen Indeed»                        | Лесли Либман  | Алекс Делайл и Ким Гарланд                   | 9 ноября 2022   |
| После того, как Энди сбросил грузовик с куклами с обрыва, несколько Чаки все же уцелели и забрали выжившего Энди с собой. Девон и Лекси дожидаются, пока доктор Микстер и лысый Чаки уйдут, после чего спасают Энди и по его просьбе отводят его в школу. Однако Микстер и лысый Чаки приходят туда первыми. Лысый находит прокачанного, который собирается убить конкурента, но погибает сам будучи отравленным. Священник Брайс, рассерженный поведением Лекси и Девона, устраивает в школе изоляцию. В это время лысый Чаки предпринимает попытку убить подростков, но его убивает Энди. Хороший Чаки пытается убежать, но его ловит доктор Микстер. Энди вступает с ней в схватку, пока хороший Чаки пытается убежать. Надин и остальные бегут за ним и находят его на колокольне школьной церкви. Надин подходит к нему, чтобы взять на руки, как вдруг хороший Чаки хватает её и сбрасывает с колокольни вниз. |            |                                                                |               |                                              |                 |
| 15 | 7          | «Поход в капеллу» «Goin' to The Chapel»                        | Джон Хайамс   | Ник Зиглер и Аманда Бланчард                 | 16 ноября 2022  |
| Кайл привозит в школу Нику и Гленду. Вся компания оказывается в заложниках у доктора Микстер, которая требует провести ритуал изгнания души из куклы хорошего Чаки, чтобы переместить туда душу Чаки из тела Ники, как основную. Кукла Дженнифер пытается сбежать от Тиффани и попадает под грузовик. После ряда усилий, во время которых погибает Брайс, друзьям удается освободить Нику от Чаки, перенеся его душу в куклу, после чего Джейк пытается утопить Чаки в купели со святой водой, но сошедшая с ума сестра Рут берет Лекси в заложницы и требует отпустить Чаки. Микстер забирает куклу и убегает, пока все заняты спасением Лекси. Гленда убивает монашку и все бросаются в погоню. У самого выхода Энди удается застрелить куклу в руках доктора, но сама она убегает. Энди и Кайл решив, что все кончилось, оставляют друзей. Гленда и Ника выходят на улицу, когда подъезжают Тиффани и Глен. Ника пытается убить Тиффани, но попадает в заслонившего её Глена. |            |                                                                |               |                                              |                 |
| 16 | 8          | «Вообще-то, Чаки» «Chucky Actually»                            | Джефф Ренфроу | Алекс Делайл, Мэллори Уэстфолл и Дон Манчини | 23 ноября 2022  |
| Пока сестра Рут отвлекала Энди, Кайл и остальных, Чаки успел поменяться телами с доктором Микстер, знавшей его с детства, и сбежать. В её офисе он находит ещё одного "Молодца" и переселяется в него. Наступает рождество. Джейк и Девон отмечают праздник в гостях у Лекси. Тиффани приходит в больницу, где узнает, что Глен не оправится после ранения. единственный способ спасти его это переселить его душу в куклу, которой он был изначально. Гленда не хочет расставаться с братом и просит мать переместить и её душу тоже. После этого Тиффани идет в дом Лекси, чтобы забрать куклу Белль, чтобы у каждого близнеца была своя кукла. Туда же приходит и Чаки, который убивает мать Лекси, но его самого убивает Лекси. Девон ранит Тиффани, но той удается уйти, забрав с собой сестру Лекси Кэролайн, причем девочка не противится своему похищению. Пока подростки объясняются с полицией и приехавшей к ним на помощь учительницей Фэйрчайлд, Тиффани с Кэролайн и куклой Белль перебираются в Нью Йорк. Там ей звонит Ника, которая обещает ей отомстить, отметив, что она находится неподалеку. Испугавшись, Тиффани спешит переместить свою душу в куклу Белль, но ритуал не срабатывает, потому что Беллью оказывается замаскированный Чаки, который готов свести счеты с подругой-предательницей. История не окончена, а Чаки вспоминает свои злодейства в этом сезоне. |            |                                                                |               |                                              |                 |

### Сезон 3 (2023 ― 2024)
| № в сериале | № в сезоне | Название                                  | Режиссёр      | Автор сценария                                 | Дата премьеры   |
| Часть 1 |            |                                           |               |                                                |                 |
| --- | ---------- | ----------------------------------------- | ------------- | ---------------------------------------------- | --------------- |
| 17 | 1          | «Убийство в Белом Доме» «Murder at 16:00» | Джефф Ренфроу | Дон Манчини, Ник Зиглер и Рэйчел Паради        | 4 октября 2023  |
| Зловещая кукла-убийца объявляется в Вашингтоне и не где-нибудь, а в самом овальном кабинете Белого дома. Недолго игрушечный злодей будет сдерживать свою кровавую страсть и вот в стенах цитадели демократии начинают погибать люди. Об этом узнают Джейк, Дэвон и Лекси, не оставляющие надежды найти Чаки и похищенную Тиффани Кэролайн. Вместе с учительницей Фэйрчайлд охотники за куклой-маньяком отправляются в Вашингтон. |            |                                           |               |                                                |                 |
| 18 | 2          | «Впусти меня» «Let the Right One In»      | Джон Хайамс   | Дон Манчини и Катерина Схетина                 | 11 октября 2023 |
| Обеспокоенный убийствами в Белом доме президент и его жена вызывают агента Прайса, которому поручают найти убийцу. Чаки тем временем убивает секретаршу президента. Лекси выходит на сына президента Гранта, с помощью которого рассчитывает с Джейком и Девоном проникнуть в Белый дом. Чаки бросает героям вызов, убив их опекуншу Фейрчайлд. |            |                                           |               |                                                |                 |
| 19 | 3          | «Тело Дженнифер» «Jennifer's Body»        | Джон Хайамс   | Дон Манчини, Алекс Делайл и Рэйчел Паради      | 18 октября 2023 |
| Полиция Нью Йорка арестовала Тиффани, однако Кэролайн и Чаки сбегают, прибывшая к их дому Ника не смогла остановить их. Здесь показывается как и почему Чаки попал в Белый дом. Тиффани судят и к удовольствию Джейка, Дэвона, Лекси и Ники приговаривают к смерти. Чаки же чувствует происходящие с ним физические изменения, поэтому он и проник в Белый дом, чтобы принести жертвы своему богу Домбале. |            |                                           |               |                                                |                 |
| 20 | 4          | «Бритва» «Dressed to Kill»                | Джефф Ренфроу | Дон Манчини, Рэйчел Паради и Катерина Схетина  | 25 октября 2023 |
| Президентская чета устраивает в Белом доме приём в честь Хэллоуина. Джейк, Дэвон и Лекси приходят и пытаются найти Чаки, который всё же успевает сотворить черное дело, уронив на гостей люстру и убив нескольких человек. Тиффани готовит хитроумный побег из тюрьмы. Чаки же обнаруживает, что совершенные убийства не помогают ему - он начал стареть. |            |                                           |               |                                                |                 |
| Часть 2 |            |                                           |               |                                                |                 |
| 21 | 5          | «Смерть ей к лицу» «Death Becomes Her»    | Самир Рехем   | Дон Манчини, Ник Зиглер и Аманда Бланшар       | 10 апреля 2024  |
| После произошедшего на Хэллоуине президент пытается успокоить общественность, но у него начинаются галлюцинации, он видит призрак своего погибшего сына. Чаки смирился со своей судьбой, но вот ему звонит Тиффани и узнав, что все кончено, предлагает Чаки покинуть мир как можно громче, что воодушевляет Чаки. Джейк и Дэвон находят врача-вуду, у которого лечился Чаки, от которого узнают, что Чаки скоро умрет и на этот раз его душа уйдёт в никуда. Узнав это, мальчишки решают оставить все как есть и посвятить время самим себе. Агент Прайс и первая леди понимают, что имеют дело со сверхъестественным. Чаки убивает президента и забирает у него карточку с кодами запуска ядерных ракет. |            |                                           |               |                                                |                 |
| 22 | 6          | «Комната страха» «Panic Room»             | Самир Рехем   | Дон Манчини, Алекс Делайл и Изабелла Гутьеррес | 17 апреля 2024  |
| Прайс и первая леди скрывают от общественности смерть президента, используя двойника президента Рэндала. Лекси все же хочет добраться до Чаки, чтобы узнать о судьбе Кэролайн. Она налаживает отношения с Грантом и вместе с Джейком и Дэвоном приходит в белый дом. Сыновья президента понимают, что с их отцом что-то не так, Лекси, Джейк и Дэвон рассказывают, в какой они опасности. Тем временем Чаки, взяв Рэндалла и младшего сына президента Генри в заложники, проникает в командный центр и пытается спровоцировать ядерный конфликт, поразив Москву, Пхеньян и северный полюс. В последний момент его успевают остановить Прайс и его люди, застрелив куклу. Первые две цели отменяются, но третья ракета все же взрывается над необитаемым северным полюсом. Тело Чаки истлевает и появляется невидимый окружающими дух Чарльза Ли Рея. |            |                                           |               |                                                |                 |
| 23 | 7          | «Нефть» «There Will Be Blood»             | Аманда Роу    | Дон Манчини, Кэтрин Схетина и Джош Э. Джейкобс | 24 апреля 2024  |
| Дух Чарльза Ли Рея встречается с Домбалой в обличии Чаки, который собирается отправить его в ад. Но дух маньяка уговаривает языческого бога дать ему ещё шанс. Домбала соглашается, потребовав чтобы Чарльз убивал людей как дух. Первая леди и Генри вопреки протестам Прайса сбегают из белого дома. Прайс же организовывает передачу власти от президента вице-президенту, после чего пытается убить Рэндала. Тот пытается спастись, но погибает вместе с агентом Прайса в заполнившемся кровью лифте. Прайс приглашает в белый дом двух экстрасенсов, которые пытаются выяснить, что можно сделать с Чарльзом и приходят к выводу, что победить его можно, сразившись на его территории. Джейк решает умереть, чтобы сойтись Чарльзом и его вводят в искусственную клиническую смерть. Тиффани уводят на казнь. |            |                                           |               |                                                |                 |
| 24 | 8          | «Пункт назначения» «Final Destination»    | Джефф Ренфро  | Дон Манчини, Алекс Делайл и Ник Зиглер         | 1 мая 2024      |
| В загробном мире Джейк встречает своего отца и они наконец примиряются. Тиффани спасают околдованные ею надзиратели и она сбегает из тюрьмы. Джейк находит Чарльза в разных возрастах и вариантах кукол Чаки. Он пытается уговорить доброго Чаки убить себя, чтобы убить Чарльза в загробном мире, но ему объясняют, что он в ловушке. Пока он отвлекался на доброго Чаки, Чарльз овладел его телом, когда его выводили из клинической смерти. Прайс устраивает в белом доме пожар, чтобы скрыть следы своей деятельности. Грант, Лекси, Дэвон и Чарльз в теле Джейка успевают спастись. После этого Чарльз ведёт Лекси и Дэвона в дом создателя кукол Чаки и Белль. Там они находят Кэролайн. Вскоре туда приезжает Тиффани. Кукольник переселяет души Чаки и Тиффани в оставшиеся у него прототипы кукол и они вместе с Кэролайн сбегают. В дом кукольника приезжает следившая за Тиффани Ника и обнаруживает трёх живых кукол Лекси, Джейка и Девона, пытающихся предупредить её, но на неё нападает Кукольник. В конце серии Чаки агитирует зрителей голосовать за четвертый сезон. |            |                                           |               |                                                |                 |